# 鍾睒睒
鍾睒睒（ジョン・シャンシャン、钟睒睒、拼音: Zhōng Shǎnshǎn、1954年 - ）は、中国の実業家、資産家。中国最大の飲料会社である農夫山泉を創業した。浙江省紹興市諸曁出身。

## 人物
1954年12月、浙江省紹興市諸曁生まれ。文化大革命によって小学校5年次で学業を中断、石工や大工として働く。文化大革命後の1977年に高考再開後、2回の受験失敗を経て浙江広播電視大学（現・浙江開放大学）に入学、中国語と文学を専攻し、1985年に卒業。
1983年、浙江日報に記者として入社、1988年の退職後は海南省に拠点を移し、起業と失敗を繰り返す。1991年、娃哈哈の海南省・広西省における販売代理店を設立、その後自身の事業を創業。1993年に養生堂、1996年9月に農夫山泉を設立した。
フォーブスによると、2024年８月時点の推定保有資産は456億ドル（約6兆6000億円）で中国一。

## 家族
- 父：鍾楊翼[5] - 浙江日報社、浙江人民広播電台（中国語版）勤務を経て、1993年退職[6]。
- 母：郭瑾（1929年 - 2024年3月11日）- 浙江省東陽出身。紹興軍管処秘書処、蕭山県党委員会長河区（中国語版）、蕭山県婦女連合会などを経た後、1952年から1980年まで浙江省婦女連合会勤務[7]。
- 妻：盧暁萍[8]
  - 妻の兄：盧成
  - 妻の姉：盧暁葦 - 養生堂 取締役（董事）・総経理
  - 妻の姉：盧暁芙
- 子：鍾墅子 - 米国籍。カリフォルニア大学アーバイン校卒業。農夫山泉 非常勤取締役（非執行董事）・監査委員会委員（審核委員会成員）[9]